# Мультиварка
Мультиварка (от лат. multum — много, + варка) — электрокастрюля для автоматического выполнения различных видов тепловой обработки пищи.
Состоит из корпуса с крышкой и чаши, устанавливаемой в корпус на нагревательный элемент. Чаша с тефлоновым или керамическим антипригарным покрытием. Объём составляет 5 литров (стандартно) или меньше.

## История
Мультиварка стала результатом постепенного усовершенствования и добавления новых функций к электрической рисоварке, появившейся в 1940-х годах в Китае и широко распространившейся в азиатских странах. Близкие по функциональности к современным мультиваркам приборы начали производить там же в 1990-х.
В Россию первые мультиварки завезли из Китая в 2009 году. Со второй половины 2012-го их продажи начали стремительно нарастать, а в 2013-м достигли исторического максимума, составив четверть рынка малой бытовой техники. За период с 2012 по 2014 год было продано 15 миллионов этих устройств. Россия оказалась страной, в которой мультиварка получила наибольшую популярность за пределами азиатского региона.

## Функции
В зависимости от модели, прибор выполняет варку в жидкости и на пару, томление и тушение, жаренье и выпекание (до 160 °C), слабый нагрев для сквашивания йогурта и расстойки теста (дрожжевого или на закваске) — всё это реализуется программами мультиварки .
В программе Рис приготовление происходит полностью автоматически без установки температуры и времени. Прибор заканчивает готовку и переходит в режим подогрева, когда в чаше не остаётся свободной жидкости при впитывании её рисом и выкипании, и её дно начинает нагреваться выше 100 °C. Этот момент определяется термодатчиком, расположенным в центре дна корпуса мультиварки и соприкасающимся с чашей. В программе Рис можно варить и некоторые другие крупы, готовящиеся до рассыпчатого состояния (например, гречку). Встречающаяся в мультиварках программа Плов аналогична программе Рис, но предназначена для приготовления риса вместе с ранее приготовленными другими компонентами плова. Варка риса в обеих программах состоит из шести этапов:
1. Начальное нагревание до 83 °C (цифры приблизительны).
2. Пауза 6 минут для набухания риса перед основным этапом варки.
3. Нагревание до 100 °C.
4. Кипение до момента впитывания рисом и выкипания всей жидкости.
5. Тушение (подсушивание) риса 12 минут (в программе Плов — 20 минут). В это время несколько раз происходит кратковременное нагревание для поддержания температуры 100 °C.
6. Режим подогрева.

Второй по уникальности программой является Ручной режим («мультиповар», «мультишеф») с возможностью устанавливать температуру и время для любого вида готовки. В остальных программах эти параметры можно изменять только в пределах ограниченного диапазона, подходящего для того или иного вида приготовления, например:
| Программа         | Температура | Время            |
| ----------------- | ----------- | ---------------- |
| Тушение, томление | 80—120 °C   | 20 мин. — 8 ч.   |
| Каша              | 90—100 °C   | 5 мин. — 2 ч.    |
| Суп, бульон       | 90—110 °C   | 10 мин. — 2 ч.   |
| Пароварка         | 100 °C      | 15 мин. — 2 ч.   |
| Жарка             | 130—160 °C  | 5 мин. — 1,5 ч.  |
| Выпечка           | 130—160 °C  | 30 мин. — 1,5 ч. |
| Йогурт, Тесто     | 30—40 °C    | 10 мин. — 12 ч.  |

Дополнительные возможности:
- Режим подогрева — поддержание тепла готового блюда при 75 °C. Включается автоматически после завершения программ Рис, Тушение, Каша, Суп[5].
- Отсрочка приготовления — запуск программы откладывается на заданное пользователем время от нескольких минут до нескольких часов (не работает с режимами Жарка, Выпечка, Йогурт/Тесто)[5].

При выпекании в мультиварке изделие из теста получает тепловую энергию в основном только за счёт своего соприкосновения со стенками чаши, а не с горячим воздухом, как это происходит в духовке или хлебопечке, поэтому для образования запечённой корочки сверху изделия его необходимо полуготовым перевернуть в чаше и продолжить выпекание.

### Мультиварка-скороварка
Специальные виды мультиварок готовят пищу при повышенном давлении, выполняя функцию скороварки (прочный корпус, герметичная крышка с несколькими клапанами и пр.). В них автоматика поддерживает в кастрюле фиксированную температуру выше 100 °C,  соответствующую требуемому давлению насыщенного водяного пара в ёмкости (на максимальном режиме — чуть меньшему, чем давление срабатывания предохранительного клапана). Давление в таких мультиварках ограничено прочностью тонкостенной чаши и крышки на уровне 50-70кПа (~0.5атм), и температура может быть недостаточной для домашней стерилизации мясных и рыбных консервов. По этой причине рецепты для традиционных скороварок требуют коррекции для мультиварки-скороварки. Плюсом конструкции с поддержанием фиксированной температуры является отсутствие испарения через клапан, выполняющий только роль предохранительного и стравливающего (в конце готовки), но не рабочего.